# Leonia
Leonia és una població dels Estats Units a l'estat de Nova Jersey. Segons el cens del 2008 tenia 8.597 habitants.

## Demografia
Segons el cens del 2000, Leonia tenia 8.914 habitants, 3.271 habitatges, i 2.436 famílies. La densitat de població era de 2.279,3 habitants/km².
Dels 3.271 habitatges en un 36,7% hi vivien nens de menys de 18 anys, en un 61,5% hi vivien parelles casades, en un 9,5% dones solteres, i en un 25,5% no eren unitats familiars. En el 22,1% dels habitatges hi vivien persones soles el 10,3% de les quals corresponia a persones de 65 anys o més que vivien soles. El nombre mitjà de persones vivint en cada habitatge era de 2,72 i el nombre mitjà de persones que vivien en cada família era de 3,2.
Per edats la població es repartia de la següent manera: un 24,6% tenia menys de 18 anys, un 5,9% entre 18 i 24, un 29% entre 25 i 44, un 26,9% de 45 a 60 i un 13,7% 65 anys o més.
L'edat mediana era de 40 anys. Per cada 100 dones de 18 o més anys hi havia 87,7 homes.
La renda mediana per habitatge era de 72.440 $ i la renda mediana per família de 84.591 $. Els homes tenien una renda mediana de 55.156 $ mentre que les dones 38.125 $. La renda per capita de la població era de 35.352 $. Aproximadament el 5% de les famílies i el 6,5% de la població estaven per davall del llindar de pobresa.

## Poblacions més properes
El següent diagrama mostra les poblacions més properes.